# كارميليتا كوريا
كارميليتا كوريا (بالإسبانية: Carmelita Correa) هي منافسة ألعاب القوى مكسيكية، ولدت في 5 ديسمبر 1988 في Tonalá, Chiapas ‏ في المكسيك.

## وصلات خارجية
- كارميليتا كوريا على موقع الاتحاد الدولي لألعاب القوى (الإنجليزية)